# Ourioup
L'Ourioup (en russe : Урюп) est une rivière de Russie qui coule dans la partie sud-est du bassin de l'Ob en Sibérie, dans le krai de Krasnoïarsk et dans l'oblast de Kemerovo. C'est un affluent du Tchoulym en rive gauche, donc un sous-affluent de l'Ob.

## Géographie
Le bassin versant de l'Ourioup s'étend sur 5 200 km2.
Son débit interannuel moyen est de 32,8 m3/s à 66 km de sa confluence avec le Tchoulym.
La rivière prend sa source sur le versant nord de l'Alataou de Kouznetsk dans la partie sud-ouest du krai de Krasnoïarsk, et coule ensuite globalement en direction du nord-nord-est.
Elle se jette dans le Tchoulym en rive gauche à Kazanka, une centaine de kilomètres en aval de la ville de Nazarovo.  
L'Ourioup est généralement pris par les glaces à partir du mois de novembre, jusqu'à la fin du mois d'avril.

## Hydrométrie - Les débits mensuels à Izyndaïevo
Le débit de l'Ourioup a été observé pendant 49 ans (période 1945-1994) à Izyndaïevo, station hydrométrique située à 66 kilomètres en amont de son point de confluence avec le Tchoulym, et à une altitude de 233 mètres. 
Le débit inter annuel moyen ou module observé à Izyndaïevo sur cette période était de 32,8 m3/s pour une surface prise en compte de quelque 5 000 km2, soit plus de 94 % du bassin versant total de la rivière qui en compte 5 300.
La lame d'eau écoulée dans le bassin versant atteint ainsi le chiffre de 207 millimètres par an, ce qui peut être considéré comme assez élevé, du moins dans le contexte du bassin de l'Ob. 
Comme presque partout en Sibérie, l'Ourioup présente des fluctuations saisonnières de débit élevées. Les hautes eaux se déroulent au printemps, en mai surtout, mais aussi en juin. Dès la seconde quinzaine du mois de juin, le débit diminue fortement et cette baisse se poursuit en juillet. Le débit se stabilise dès lors jusqu'à la fin de l'automne. En novembre une nouvelle baisse de débit se produit, ce qui mène aux basses eaux d'hiver qui ont lieu de décembre à mars, avec un débit mensuel moyen baissant jusqu'au niveau de 3,75 m3 au mois de février (minimum d'étiage). 
Le débit moyen mensuel observé en février constitue moins de 3 % du débit moyen du mois de mai (138 m3/s), ce qui souligne l'amplitude importante des variations saisonnières. Ces écarts peuvent être plus importants encore selon les années. Sur la durée d'observation de 49 ans, le débit mensuel minimal a été de 0,61 m3/s (en mars 1974), tandis que le débit mensuel maximal s'élevait à 214 m3/s en mai 1966.
En ce qui concerne la période libre de glaces (de mai à octobre inclus), le débit mensuel minimum observé a été de 6,48 m3/s en septembre 1989, mais ce fort bas niveau estival était tout à fait exceptionnel.